# Solitary Experiments
Solitary Experiments is een Duitse electroband uit Berlijn, opgericht in 1994. De band staat bij Out of Line onder contract.

## Geschiedenis
De band begon in 1993 met een Amiga 500 en een Kawai K4-synthesizer. Michael Thielemann en Dennis Schober, die elkaar in 1992 hebben leren kennen, experimenteerden met deze materialen onder de naam Plague. Een jaar later werd er besloten om het project Solitary Experiments op te zetten.
De eerste demo Risque De Choc Electrique verscheen in 1996 met medewerking van zangeres Dana Apitz. In hetzelfde jaar kwam er succes met het nummer Dein Fleisch en ook de eerste officiële publicatie op het compilatiealbum Electronic Future Compilation Vol. 1. De band deed daarna haar eerste concertervaring op en werkte aan nieuwe nummers, die in 1998 op de twee demo Death In Small Doses uitkwamen.
Aansluitend verliet Dana Apitz de band. Keyboardspeler Steve Graeber kwam de formatie versterken. De eerste concerten in het buitenland volgden. De stijgende bekendheid van de band zorgde ervoor dat in de loop van 1999 de band een contract kreeg bij het platenlabel Maschinenwelt, die nog in hetzelfde jaar het debuutalbum Final Approach uitbracht.
De band staat met enige regelmaat op grote Duitse muziekfestivals zoals Mera Luna, Wave-Gotik-Treffen en het Amphi Festival.

## Discografie

### Albums
- 1999: Final Approach
- 2001: Paradox
- 2003: Advance Into Unknown
- 2005: Mind Over Matter
- 2006: Final Approach (Totally Recharged)
- 2006: Paradox (Totally Recharged)
- 2007: Compendium
- 2009: In the Eye of the Beholder
- 2010: Compendium 2
- 2011: The Great Illusion
- 2013: Phenomena
- 2014: 20th Century Anniversary Compilation
- 2015: Heavenly Symphony
- 2015: Memorandum
- 2018: Futire Tense
- 2022: Trancendent
- 2022:  La Voix De La Femme

### Ep's
- 2002: Final Assault – The Remix-War
- 2004: Cause & Effect
- 2006: Final Assault (Totally Recharged)
- 2009: Rise and Fall
- 2009: Immortal

### Tapes
- 1996: Risque De Choc Electrique
- 1998: Death In Small Doses

### Compilatie albums
- 2002: Obstacle
- 2005: The 10th Anniversary Compilation
- 2010: Rise and Fall - The 15th Anniversary Mega Mix
- 2011: The Great Illusion
- 2015: Memorandum - Collector's Box
- 2015: The 20th Anniversary Compilation
- 2019: The 25th Anniversary Compilation
- 2024: The 30th Anniversary Compilation

## Weblinks
- Officiële Website